# اسنترویل (کارولینای شمالی)
اسنترویل (به انگلیسی: Centerville) شهری در ایالت کارولینای شمالی کشور ایالات متحده آمریکا است که جمعیت آن در سرشماری سال ۲۰۱۰ میلادی، ۸۹ نفر بوده‌است.